# Schizachyrium gaumeri
Schizachyrium gaumeri är en gräsart som beskrevs av George Valentine Nash. Schizachyrium gaumeri ingår i släktet Schizachyrium och familjen gräs. Inga underarter finns listade i Catalogue of Life.